# Tornei di tennis femminili nel 1889
Prima della nascita del WTA Tour, ossia l'apertura alle tenniste professioniste dei tornei che prima di quell'anno erano riservati alle tenniste dilettanti, tutti gli eventi più importanti erano amatoriali, tra questi c'erano i tornei del Grande Slam: il Torneo di Wimbledon e gli U.S. National Championships.

## Gennaio
| Settimana  | Torneo                                                                         | Vincitore                         | Finalista             | Semifinalisti | Eliminati ai quarti |
| ---------- | ------------------------------------------------------------------------------ | --------------------------------- | --------------------- | ------------- | ------------------- |
| 12 gennaio | Southern India Championships 1889 Madras, India Terra rossa Singolare - Doppio | Miss Nicholas                     | Edith Morgan          |               |                     |
| 12 gennaio | Southern India Championships 1889 Madras, India Terra rossa Singolare - Doppio | Miss Clarke Miss Nicholas 6-5 6-3 | Mrs Smart Mrs Swinton |               |                     |

## Febbraio
Nessun evento

## Marzo
Nessun evento

## Aprile
Nessun evento

## Maggio
| Settimana | Torneo                                                                       | Vincitore                                                    | Finalista                     | Semifinalisti | Eliminati ai quarti |
| --------- | ---------------------------------------------------------------------------- | ------------------------------------------------------------ | ----------------------------- | ------------- | ------------------- |
| maggio    | Ceylon Championships 1889 Nuwara Eliya, Ceylon Singolare - Doppio            | Mrs Norman 5-7 6-2 6-3                                       | Miss Watson                   |               |                     |
| maggio    | Ceylon Championships 1889 Nuwara Eliya, Ceylon Singolare - Doppio            |                                                              |                               |               |                     |
| 11 maggio | New South Wales Championships 1889 Sydney, Australia Erba Singolare - Doppio | E. M. Mayne 6-3 5-7 6-4                                      | Ellen Blaxland                |               |                     |
| 11 maggio | New South Wales Championships 1889 Sydney, Australia Erba Singolare - Doppio | E.M. Mayne Mabel Shaw 6-3 6-0                                | Miss Keating Miss Raleigh     |               |                     |
| 11 maggio | New South Wales Championships 1889 Sydney, Australia Erba Singolare - Doppio | Doppio misto: Eliza Fitzgerald Robert Fitzgerald 2-6 6-2 9-7 | E.M. Mayne Dudley Webb        |               |                     |
| 25 maggio | Irish Championships 1889 Dublino, Irlanda Erba Singolare - Doppio            | Louisa Martin 7-5 6-0                                        | Blanche Bingley Hillyard      |               |                     |
| 25 maggio | Irish Championships 1889 Dublino, Irlanda Erba Singolare - Doppio            | Louisa Martin Florence Stanuell 6-4 6-2                      | Blanche Hillyard Lena Rice    |               |                     |
| 25 maggio | Irish Championships 1889 Dublino, Irlanda Erba Singolare - Doppio            | Doppio misto: Lena Rice Willoughby Hamilton 6-4 5-7 6-4 6-4  | Blanche Hillyard Harold Stone |               |                     |

## Giugno
| Settimana | Torneo                                                                                | Vincitore                                                  | Finalista                       | Semifinalisti | Eliminati ai quarti |
| --------- | ------------------------------------------------------------------------------------- | ---------------------------------------------------------- | ------------------------------- | ------------- | ------------------- |
| 1º giugno | West of England Championships 1889 Bath, Gran Bretagna Erba Singolare - Doppio        | Louisa Martin 4-6 6-1 6-2                                  | Florence Stanuell               |               |                     |
| 1º giugno | West of England Championships 1889 Bath, Gran Bretagna Erba Singolare - Doppio        | Louisa Martin Florence Stanuell 6-0 6-3                    | Miss Everett Miss Pope          |               |                     |
| 1º giugno | West of England Championships 1889 Bath, Gran Bretagna Erba Singolare - Doppio        | Doppio misto: Louisa Martin James Baldwin 6-2 6-3          | Miss Pope Harry Grove           |               |                     |
| 4 giugno  | Torneo di Whitehouse 1889 Edimburgo, Gran Bretagna Erba Singolare - Doppio            | Lottie Paterson 6-0 6-1                                    | Ann Dod                         |               |                     |
| 4 giugno  | Torneo di Whitehouse 1889 Edimburgo, Gran Bretagna Erba Singolare - Doppio            |                                                            |                                 |               |                     |
| 4 giugno  | Torneo di Whitehouse 1889 Edimburgo, Gran Bretagna Erba Singolare - Doppio            | Doppio misto: Ann Dodd R.M. Watson 6-4 10-8                | Lottie Dod A.N.J. Story         |               |                     |
| 8 giugno  | Torneo di Cheltenham 1889 Cheltenham, Gran Bretagna Erba Singolare - Doppio           | Louisa Martin 6-1 4-6 6-2                                  | Florence Stanuell               |               |                     |
| 8 giugno  | Torneo di Cheltenham 1889 Cheltenham, Gran Bretagna Erba Singolare - Doppio           |                                                            |                                 |               |                     |
| 8 giugno  | Torneo di Cheltenham 1889 Cheltenham, Gran Bretagna Erba Singolare - Doppio           | Doppio misto: Florence Stanuell James Baldwind 7-5 5-7 6-2 | Louida Martin Wilfred Milne     |               |                     |
| 14 giugno | London Athletic Club Championships 1889 Londra, Gran Bretagna Erba Singolare - Doppio | May Jacks 6-2 6-2                                          | Maud Shackle                    |               |                     |
| 14 giugno | London Athletic Club Championships 1889 Londra, Gran Bretagna Erba Singolare - Doppio |                                                            |                                 |               |                     |
| 15 giugno | Torneo di Waterloo 1889 Liverpool, Gran Bretagna Erba Singolare - Doppio              | M Pick 6-1 6-3                                             | Miss Pickthall                  |               |                     |
| 15 giugno | Torneo di Waterloo 1889 Liverpool, Gran Bretagna Erba Singolare - Doppio              | K. Ack M. Pick 3-6 6-3 6-3                                 | Miss Gordon Miss Mardall        |               |                     |
| 15 giugno | Torneo di Waterloo 1889 Liverpool, Gran Bretagna Erba Singolare - Doppio              | Doppio misto: Miss Barton W. Wethered 6-4 6-2              | Miss Mardall J.G. Brown         |               |                     |
| 15 giugno | Scottish Championships 1889 Edimburgo, Gran Bretagna Erba Singolare - Doppio          | Connie Butler 6-3 6-3                                      | D. Patterson                    |               |                     |
| 15 giugno | Scottish Championships 1889 Edimburgo, Gran Bretagna Erba Singolare - Doppio          |                                                            |                                 |               |                     |
| 15 giugno | U.S. National Championships 1889 Filadelfia, USA Erba Singolare - Doppio              | Bertha Townsend 7-5, 6-2                                   | Lida Voorhes                    |               |                     |
| 15 giugno | U.S. National Championships 1889 Filadelfia, USA Erba Singolare - Doppio              | Margarette Ballard Bertha Townsend 6-0, 6-2                | Marian Wright Laura Knight      |               |                     |
| 15 giugno | Welsh Championships 1889 Penarth, Gran Bretagna Erba Singolare - Doppio               | Miss Pope 6-0 6-2                                          | Mary Sweet-Escott               |               |                     |
| 15 giugno | Welsh Championships 1889 Penarth, Gran Bretagna Erba Singolare - Doppio               |                                                            |                                 |               |                     |
| 22 giugno | Kent Championships 1889 Beckenham, Gran Bretagna Erba Singolare - Doppio              | Maud Shackle 6-3 7-5                                       | May Jacks                       |               |                     |
| 22 giugno | Kent Championships 1889 Beckenham, Gran Bretagna Erba Singolare - Doppio              |                                                            |                                 |               |                     |
| 22 giugno | Northern Championships 1889 Manchester, Gran Bretagna Erba Singolare - Doppio         | Lottie Dod 6-8 6-3 6-3                                     | Blanche Bingley                 |               |                     |
| 22 giugno | Northern Championships 1889 Manchester, Gran Bretagna Erba Singolare - Doppio         | Bertha Steedman Mary Steedman 9-7 6-2                      | Ann Dod Lottie Dod              |               |                     |
| 22 giugno | Northern Championships 1889 Manchester, Gran Bretagna Erba Singolare - Doppio         | Doppio misto: Lottie Dod J.C. Kay 4-6 6-3 6-3              | Blanche Hillyard Ernest Renshaw |               |                     |
| 24 giugno | Torneo di Edgbaston 1889 Birmingham, Gran Bretagna Erba Singolare - Doppio            | Maud Watson 6-1 9-7                                        | Mrs GM Elkington                |               |                     |
| 24 giugno | Torneo di Edgbaston 1889 Birmingham, Gran Bretagna Erba Singolare - Doppio            | Miss Bryan Maud Watson 6-1 6-3                             | Miss Charles L. Charles         |               |                     |
| 24 giugno | Torneo di Edgbaston 1889 Birmingham, Gran Bretagna Erba Singolare - Doppio            | Doppio misto: Maud Watson John Deykin 7-5 5-7 6-4          | Lillian Watson H.G. Nadin       |               |                     |

## Luglio
| Settimana | Torneo                                                                            | Vincitore                     | Finalista       | Semifinalisti | Eliminati ai quarti |
| --------- | --------------------------------------------------------------------------------- | ----------------------------- | --------------- | ------------- | ------------------- |
| 14 luglio | Torneo di Wimbledon 1889 Londra, Gran Bretagna Erba Singolare                     | Blanche Bingley 4-6, 8-6, 6-4 | Lena Rice       |               |                     |
| 14 luglio | Torneo di Wimbledon 1889 Londra, Gran Bretagna Erba Singolare                     |                               |                 |               |                     |
| 20 luglio | Middlesex Championships 1889 Chiswick Park, Gran Bretagna Erba Singolare - Doppio | Mary Steedman 6-4 7-5         | Bertha Steedman |               |                     |
| 20 luglio | Middlesex Championships 1889 Chiswick Park, Gran Bretagna Erba Singolare - Doppio |                               |                 |               |                     |

## Agosto
| Settimana | Torneo                                                                                    | Vincitore                                                      | Finalista                       | Semifinalisti | Eliminati ai quarti |
| --------- | ----------------------------------------------------------------------------------------- | -------------------------------------------------------------- | ------------------------------- | ------------- | ------------------- |
| 3 agosto  | Northumberland Championships 1889 Newcastle, Gran Bretagna Erba Singolare - Doppio        | Helen Jackson 6-2 6-4                                          | Alice Pickering                 |               |                     |
| 3 agosto  | Northumberland Championships 1889 Newcastle, Gran Bretagna Erba Singolare - Doppio        |                                                                |                                 |               |                     |
| 8 agosto  | Torneo di Colchester 1889 Colchester, Gran Bretagna Erba Singolare - Doppio               | Miss Norman 6-2 6-2                                            | Helen Kersey                    |               |                     |
| 8 agosto  | Torneo di Colchester 1889 Colchester, Gran Bretagna Erba Singolare - Doppio               |                                                                |                                 |               |                     |
| 8 agosto  | Torneo di Colchester 1889 Colchester, Gran Bretagna Erba Singolare - Doppio               | Doppio misto: Miss Norman G.K. Norman 6-1 6-3                  | Miss Huleatt R.E. Vaizey        |               |                     |
| 9 agosto  | Torneo di East Grinstead 1889 East Grinstead, Gran Bretagna Erba Singolare - Doppio       | Ivy Arbuthnot May Arbuthnot titolo condiviso                   |                                 |               |                     |
| 9 agosto  | Torneo di East Grinstead 1889 East Grinstead, Gran Bretagna Erba Singolare - Doppio       |                                                                |                                 |               |                     |
| 9 agosto  | Torneo di East Grinstead 1889 East Grinstead, Gran Bretagna Erba Singolare - Doppio       | Doppio misto: May Arbuthnot William J. Down 6-4 6-4            | A Covey Wilberforce Eaves       |               |                     |
| 10 agosto | Torneo di Exmouth 1889 Exmouth, Gran Bretagna Erba Singolare - Doppio                     | K. Hole 2-6 7-5 6-4                                            | Lilian Pine-Coffin              |               |                     |
| 10 agosto | Torneo di Exmouth 1889 Exmouth, Gran Bretagna Erba Singolare - Doppio                     |                                                                |                                 |               |                     |
| 10 agosto | Torneo di Darlington 1889 Darlington, Gran Bretagna Erba Singolare - Doppio               |                                                                |                                 |               |                     |
| 10 agosto | Torneo di Darlington 1889 Darlington, Gran Bretagna Erba Singolare - Doppio               |                                                                |                                 |               |                     |
| 10 agosto | Torneo di Darlington 1889 Darlington, Gran Bretagna Erba Singolare - Doppio               | Doppio misto: Lottie Dod Kenneth R. Marley walkover            | Ann Dod John Galbraith Horn     |               |                     |
| 10 agosto | Torneo di Sheffield and Hallamshire 1889 Sheffield, Gran Bretagna Erba Singolare - Doppio | Miss Crossley 6-5 6-1                                          | L. Clark                        |               |                     |
| 10 agosto | Torneo di Sheffield and Hallamshire 1889 Sheffield, Gran Bretagna Erba Singolare - Doppio |                                                                |                                 |               |                     |
| 17 agosto | Torneo di Felixstowe 1889 Felixstowe, Gran Bretagna Erba Singolare - Doppio               | Ivy Arbuthnot 6-3 6-4                                          | Helen Kersey                    |               |                     |
| 17 agosto | Torneo di Felixstowe 1889 Felixstowe, Gran Bretagna Erba Singolare - Doppio               |                                                                |                                 |               |                     |
| 17 agosto | Torneo di Felixstowe 1889 Felixstowe, Gran Bretagna Erba Singolare - Doppio               | Doppio misto: Ivy Arbuthnot William Cobbold 6-4 6-2            | Helen Kersey Herbert Kersey     |               |                     |
| 17 agosto | South of Scotland Championships 1889 Moffat, Gran Bretagna Erba Singolare - Doppio        | E. Malcolm 6-4 8-6                                             | Miss Scowcroft                  |               |                     |
| 17 agosto | South of Scotland Championships 1889 Moffat, Gran Bretagna Erba Singolare - Doppio        | Miss Hill Miss Rooke 6-2 6-1                                   | E. Malcolm Miss Scowcroft       |               |                     |
| 17 agosto | South of Scotland Championships 1889 Moffat, Gran Bretagna Erba Singolare - Doppio        | Doppio misto: E. Malcolm R.M. Watson 6-2 2-6 6-2               | Miss Scowcroft A.A. Thomson     |               |                     |
| 19 agosto | Derbyshire Championships 1889 Buxton, Gran Bretagna Erba Singolare - Doppio               | Bertha Steedman 5-7 6-4 6-3                                    | Louisa Martin                   |               |                     |
| 19 agosto | Derbyshire Championships 1889 Buxton, Gran Bretagna Erba Singolare - Doppio               | Bertha Steedman Mary Steedman 6-4 6-1                          | Louisa Martin Florence Stanuell |               |                     |
| 19 agosto | Derbyshire Championships 1889 Buxton, Gran Bretagna Erba Singolare - Doppio               | Doppio misto: Florence Stanuell A.J. de C. Wilson 8-10 6-1 6-3 | Louisa Martin P.B. Brown        |               |                     |
| 20 agosto | Nottingham Tournament 1889 Nottingham, Gran Bretagna Erba Singolare - Doppio              | Beatrice Wood 1-6 6-3 6-1                                      | Frances Snook                   |               |                     |
| 20 agosto | Nottingham Tournament 1889 Nottingham, Gran Bretagna Erba Singolare - Doppio              |                                                                |                                 |               |                     |
| 24 agosto | Torneo di Bournemouth 1889 Bournemouth, Gran Bretagna Erba Singolare - Doppio             | May Langrishe 6-4 6-4                                          | Miss Bryan                      |               |                     |
| 24 agosto | Torneo di Bournemouth 1889 Bournemouth, Gran Bretagna Erba Singolare - Doppio             | Miss Bryan May Langrishe 6-2 6-1                               | Ivy Arbuthnot Miss Everett      |               |                     |
| 24 agosto | Torneo di Bournemouth 1889 Bournemouth, Gran Bretagna Erba Singolare - Doppio             | Doppio misto: May Langrishe Harry Barlow 6-3 6-1               | May Arbuthnot EB Fuller         |               |                     |
| 24 agosto | East of Scotland Championships 1889 Saint Andrews, Gran Bretagna Erba Singolare - Doppio  | Miss Moir 7-9 9-7 6-2                                          | Miss Malcolm                    |               |                     |
| 24 agosto | East of Scotland Championships 1889 Saint Andrews, Gran Bretagna Erba Singolare - Doppio  | Miss Bruce Johnston Miss Moir 6-2 6-1                          | Miss Malcolm Miss Purvis        |               |                     |
| 28 agosto | North of England Championships 1889 Scarborough, Gran Bretagna Erba Singolare - Doppio    | Edith Gurney 6-4 8-6                                           | Beatrice Wood                   |               |                     |
| 28 agosto | North of England Championships 1889 Scarborough, Gran Bretagna Erba Singolare - Doppio    | Miss Clark Beatrice Wood 6-0 7-5                               | Mabel Boulton Miss Hodgson      |               |                     |
| 28 agosto | North of England Championships 1889 Scarborough, Gran Bretagna Erba Singolare - Doppio    | Doppio misto: Beatrice Wood Arthur Hallward 6-2 6-3            | Helen Jackson George Brown      |               |                     |
| 28 agosto | Torneo di Saxmundham 1889 Saxmundham, Gran Bretagna Erba Singolare - Doppio               | Winifred Kersey 6-1 6-5                                        | Helen Kersey                    |               |                     |
| 28 agosto | Torneo di Saxmundham 1889 Saxmundham, Gran Bretagna Erba Singolare - Doppio               | Edith Austin R. Darling 6-0 6-3                                | Miss Heweston J. Heweston       |               |                     |
| 28 agosto | Torneo di Saxmundham 1889 Saxmundham, Gran Bretagna Erba Singolare - Doppio               | Doppio misto: Mary Wallich John Wallich 6-4 2-6 6-2            | K French FC. French             |               |                     |
| 30 agosto | Torneo di Trefriw 1889 Trefriw, Gran Bretagna Erba Singolare - Doppio                     | S. Allen 6-1 4-6 7-5                                           | Miss Cheetham                   |               |                     |
| 30 agosto | Torneo di Trefriw 1889 Trefriw, Gran Bretagna Erba Singolare - Doppio                     |                                                                |                                 |               |                     |

## Settembre
| Settimana    | Torneo                                                                                | Vincitore                                        | Finalista                          | Semifinalisti | Eliminati ai quarti |
| ------------ | ------------------------------------------------------------------------------------- | ------------------------------------------------ | ---------------------------------- | ------------- | ------------------- |
| 7 settembre  | Sussex Championships 1889 Brighton, Gran Bretagna Erba Singolare - Doppio             | May Langrishe 6-3 6-2                            | Beatrice Langrishe                 |               |                     |
| 7 settembre  | Sussex Championships 1889 Brighton, Gran Bretagna Erba Singolare - Doppio             | Beatrice Langrishe May Langrishe 6-4 3-6 6-0     | Elizabeth Mocatta Harriet Mellersh |               |                     |
| 7 settembre  | Sussex Championships 1889 Brighton, Gran Bretagna Erba Singolare - Doppio             | Doppio misto: May Langrishe Harold Stone 6-1 6-2 | Emily Mocatta Horace Chapman       |               |                     |
| 14 settembre | South of England Championships 1889 Eastbourne, Gran Bretagna Erba Singolare - Doppio | May Langrishe 5-7 6-2 6-1                        | May Jacks                          |               |                     |
| 14 settembre | South of England Championships 1889 Eastbourne, Gran Bretagna Erba Singolare - Doppio |                                                  |                                    |               |                     |

## Ottobre
| Settimana  | Torneo                                                                    | Vincitore                               | Finalista               | Semifinalisti | Eliminati ai quarti |
| ---------- | ------------------------------------------------------------------------- | --------------------------------------- | ----------------------- | ------------- | ------------------- |
| 12 ottobre | Queensland Championships 1889 Brisbane, Australia Erba Singolare - Doppio | Mrs Quinnell 6-1 6-0                    | Miss Earle              |               |                     |
| 12 ottobre | Queensland Championships 1889 Brisbane, Australia Erba Singolare - Doppio |                                         |                         |               |                     |
| 12 ottobre | Queensland Championships 1889 Brisbane, Australia Erba Singolare - Doppio | Doppio misto: Miss Lee Haughton 6-3 6-1 | Miss Earle R.J. Cottell |               |                     |

## Novembre
| Settimana   | Torneo                                                                    | Vincitore                                          | Finalista       | Semifinalisti | Eliminati ai quarti |
| ----------- | ------------------------------------------------------------------------- | -------------------------------------------------- | --------------- | ------------- | ------------------- |
| 18 novembre | Victorian Championships 1889 Melbourne, Australia Erba Singolare - Doppio | Nellie A'Beckett 6-3 6-4                           | Miss Raleigh    |               |                     |
| 18 novembre | Victorian Championships 1889 Melbourne, Australia Erba Singolare - Doppio | Miss Raleigh E. Raleigh 6-4 6-5                    | Mayne Mackenzie |               |                     |
| 18 novembre | Victorian Championships 1889 Melbourne, Australia Erba Singolare - Doppio | Doppio misto: Nellie A'Beckett H De Little 6-3 7-5 | Mayne Shuter    |               |                     |

## Dicembre
| Settimana   | Torneo                                                                                   | Vincitore                           | Finalista                | Semifinalisti | Eliminati ai quarti |
| ----------- | ---------------------------------------------------------------------------------------- | ----------------------------------- | ------------------------ | ------------- | ------------------- |
| 16 dicembre | Linwood Lawn Tennis Club Tournament 1889 Auckland, Nuova Zelanda Erba Singolare - Doppio | E Gordon 4-6 6-3 6-3                | M Simpson                |               |                     |
| 16 dicembre | Linwood Lawn Tennis Club Tournament 1889 Auckland, Nuova Zelanda Erba Singolare - Doppio |                                     |                          |               |                     |
| 30 dicembre | New Zealand Championships 1889 Dunedin, Nuova Zelanda Erba Singolare - Doppio            | E. Gordon 7-5 7-5                   | Miss Orbell              |               |                     |
| 30 dicembre | New Zealand Championships 1889 Dunedin, Nuova Zelanda Erba Singolare - Doppio            | E. Gordon Miss Harman 6-1 6-2       | Miss Orbell Miss Rattray |               |                     |
| 30 dicembre | New Zealand Championships 1889 Dunedin, Nuova Zelanda Erba Singolare - Doppio            | Doppio misto: Rattray Gibbs 9-7 6-4 | Miss Smith McKerras      |               |                     |

## Senza data
| Settimana                                 | Torneo                                                                      | Vincitore               | Finalista                 | Semifinalisti | Eliminati ai quarti |
| ----------------------------------------- | --------------------------------------------------------------------------- | ----------------------- | ------------------------- | ------------- | ------------------- |
|                                           | Bermuda Championships 1889 , Bermuda Erba Singolare - Doppio                | Mabel Grant 4-6 6-3 6-3 | Grace Roosevelt           |               |                     |
| Ellen Roosevelt Grace Roosevelt 2 set a 1 | Bermuda Championships 1889 , Bermuda Erba Singolare - Doppio                | Mrs Erkine Mary Grey    |                           |               |                     |
|                                           | Natal Championships 1889 Pietermartizburg, Sudafrica Singolare - Doppio     | Mabel Grant 6-0 6-3     | Murray                    |               |                     |
|                                           | Natal Championships 1889 Pietermartizburg, Sudafrica Singolare - Doppio     |                         |                           |               |                     |
|                                           | Ealing Lawn Tennis Tournament 1889 Londra, Gran Bretagna Singolare - Doppio | Charlotte Cooper        | non conosciuta (bandiera) |               |                     |
|                                           | Ealing Lawn Tennis Tournament 1889 Londra, Gran Bretagna Singolare - Doppio |                         |                           |               |                     |